# Eschatarchia
Eschatarchia är ett släkte av fjärilar. Eschatarchia ingår i familjen mätare.
Kladogram enligt Catalogue of Life:
| Eschatarchia | \| \| Eschatarchia angularia \| \| \| \| \| \| Eschatarchia formosona \| \| \| \| \| \| Eschatarchia lineata \| \| \| \| |
|              | \| \| Eschatarchia angularia \| \| \| \| \| \| Eschatarchia formosona \| \| \| \| \| \| Eschatarchia lineata \| \| \| \| |
|              | Eschatarchia angularia                                                                                                   |
|              | |
|              | Eschatarchia formosona                                                                                                   |
|              | |
|              | Eschatarchia lineata |
|              | |